# Olešná (district de Pelhřimov)
Pour les articles homonymes, voir Olešná.
Olešná (en allemand : Woleschna) est une commune du district de Pelhřimov, dans la région de Vysočina, en République tchèque. Sa population s'élevait à 565 habitants en 2024.

## Géographie
Olešná se trouve à 3,5 km au nord-est de Pelhřimov, à 24,5 km à l'ouest-nord-ouest de Jihlava à 93,5 km au sud-est de Prague.
La commune est limitée par Pelhřimov à l'ouest, au nord et à l'est, par Střítež pod Křemešníkem à l'est, et par Proseč pod Křemešníkem et Putimov au sud.

## Histoire
La première mention écrite de la localité date de 1379.

## Administration
La commune se compose de quatre sections :
- Chválov
- Olešná
- Plevnice
- Řemenov

## Transports
Par la route, Olešná se trouve à 3,5 km de Pelhřimov, à 31 km de Jihlava à 113 km de Prague.